# Camponotus tepicanus
Camponotus tepicanus är en myrart som beskrevs av Theodore Pergande 1896. Camponotus tepicanus ingår i släktet hästmyror, och familjen myror. Inga underarter finns listade.

## Bildgalleri

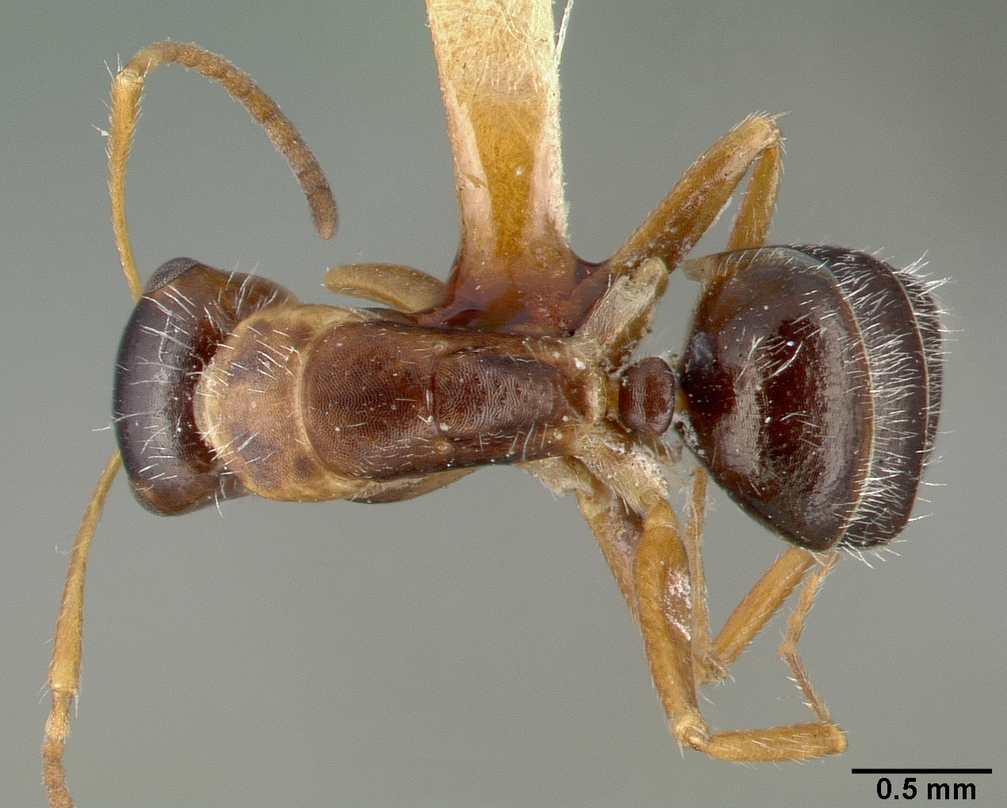
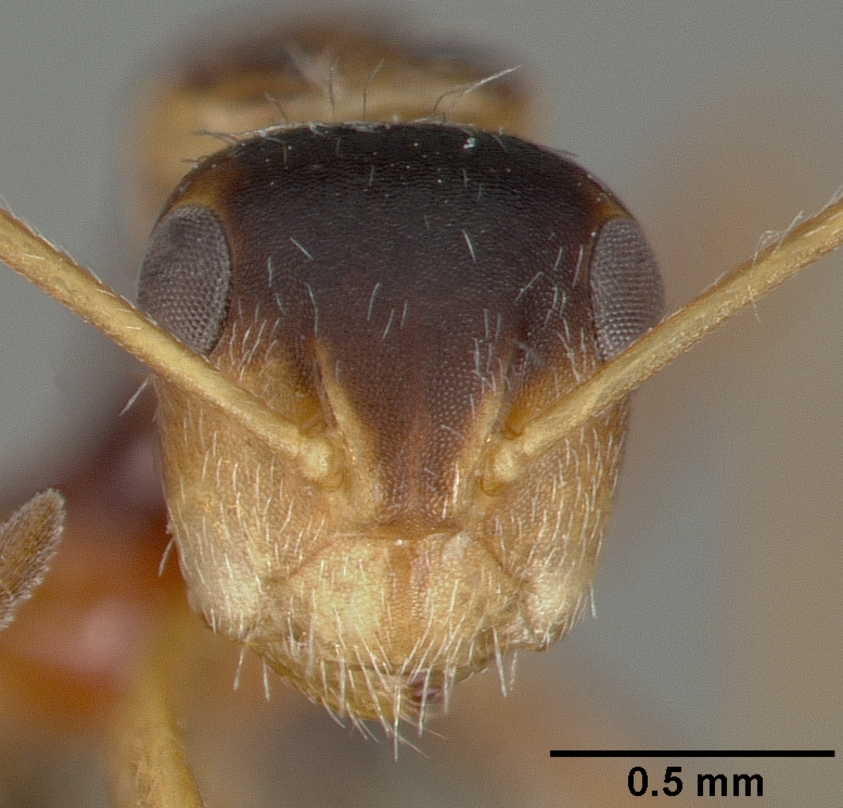
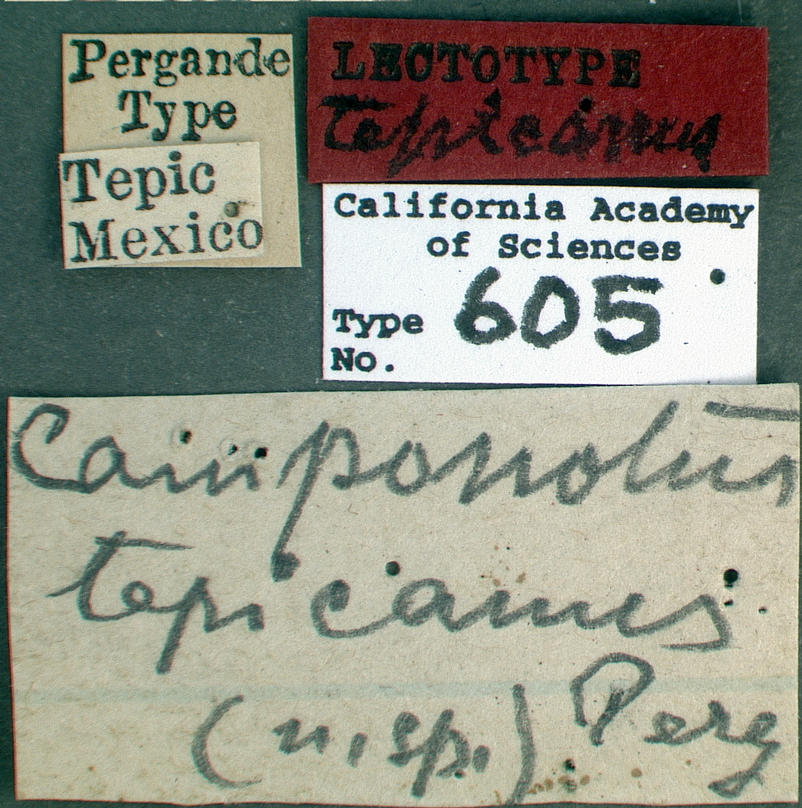
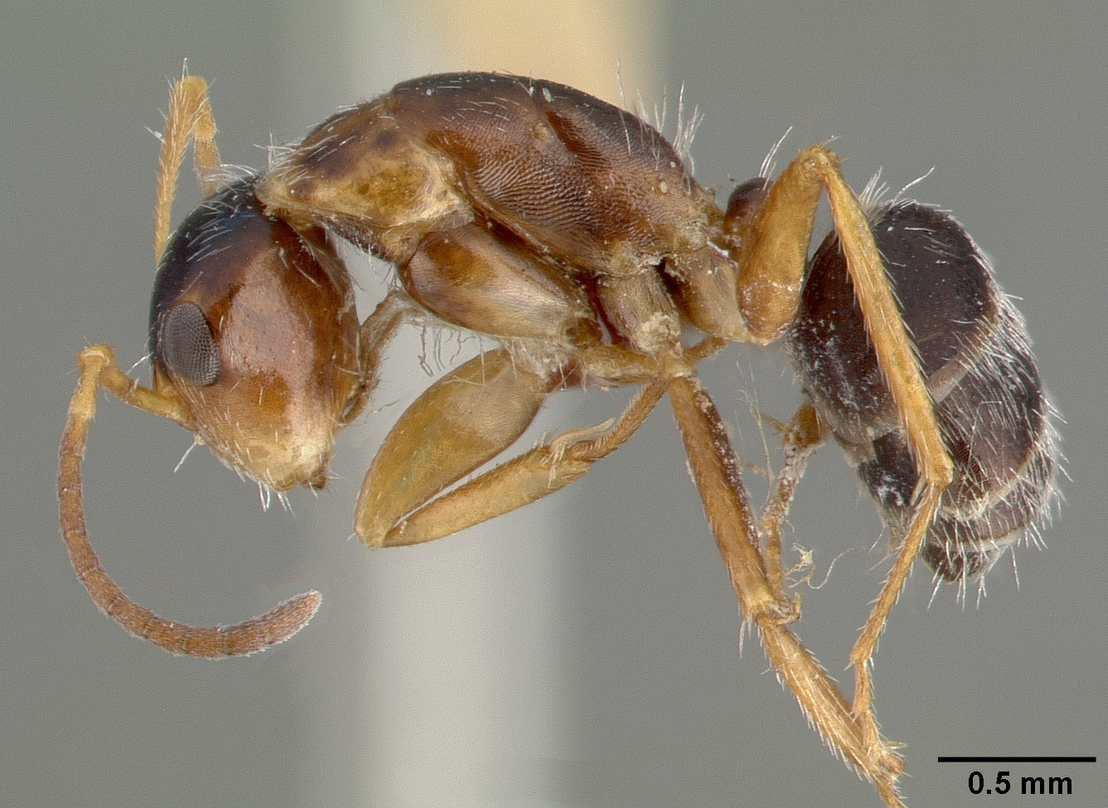